# Případ YOGTZE
Případ YOGTZE (německy YOGTZE-Fall, také BAB-Rätsel, „dálniční hádanka“) je označení pro dlouho neobjasněné úmrtí Němce Günthera Stolla, ke kterému došlo 26. října 1984. Případ byl několik desetiletí nevyřešený a dlouho byl považován za jeden z nejzáhadnějších případů německé kriminalistiky.
V dubnu 2025 byl případ při novém vyšetřování německou policií uzavřen jako dopravní nehoda; všechny podivné okolnosti byly vysvětleny jednak Stollovým zmateným chováním způsobeným jeho duševní chorobou, jednak nesprávnou interpretací Stollových zranění při původním vyšetřování, která vyšetřovatele svedla na falešnou stopu. Případ je tedy nyní oficiálně považován za vyřešený.

## Odchod z domu
Günther Stoll, čtyřiatřicetiletý nezaměstnaný potravinářský technik z Anzhausenu, jevil mírné známky paranoie. Před smrtí někdy se svou manželkou hovořil o tom, že ho pronásledují „oni“, jakási skupina osob, která se mu snaží ublížit. Večer 25. října 1984 asi ve 23.00 z ničeho nic vykřikl: Jetzt geht mir ein Licht auf! („Teď mi svitlo!“), napsal na papír písmena YOG'TZE (písmeno G lze číst také jako 6, také je možné číst nápis vzhůru nohama jako čísla 027,906) a okamžitě je přeškrtal. Význam těchto písmen se nepodařilo objasnit. 
Informace o papírku s nápisem YOGTZE pochází pouze ze svědectví Stollovy vdovy, která papírek údajně vyhodila; policie sama papír nikdy neměla k dispozici.
Krátce poté odešel do své oblíbené hospody ve Wilnsdorfu, kde si objednal pivo, ale než se stihl napít, náhle upadl do bezvědomí a při pádu si poranil obličej. Podle svědků předtím nebyl pod vlivem alkoholu, ale působil nervózně.
Když se probral, odešel a odjel ve svém autě Volkswagen Golf. Co dělal následující dvě hodiny, není známo. Asi v jednu hodinu ráno 26. října 1984 odjel do vesnice Haigerseelbach, kde vyrůstal. Klepal u domu starší ženy, kterou znal od dětství, a mluvil o jakési „strašlivé události“ (fürchterliches Ereignis), k níž mělo v noci dojít. Žena mu neotevřela, protože už bylo pozdě, a místo toho jej poslala za jeho rodiči, kteří bydleli vedle. Stoll poté odešel.

## Nález
Asi ve 3.00 ráno dva řidiči našli Stollovo havarované vozidlo v příkopu u dálnice A45 poblíž výjezdu na město Hagen, asi 100 kilometrů od Haigerseelbachu. Oba řidiči nezávisle na sobě řekli, že se poblíž auta pohyboval zraněný muž ve světlé bundě. Když zavolali policii, našli v autě na místě spolujezdce těžce zraněného a nahého Günthera Stolla. Byl při vědomí a hovořil o čtyřech mužích, kteří s ním byli v autě a utekli. Když se ho ptali, zda to byli jeho přátelé, odpověděl, že ne. Cestou do nemocnice zemřel. 

## Původní vyšetřování
Podle původního vyšetřování Stollova zranění vznikla ještě před nehodou, a to přejetím na jiném místě. Původní vyšetřování tak pracovalo s verzí, že Stoll byl (již nahý) přejet na jiném místě a jiným autem, následně umístěn do vlastního auta a odvezen na místo nálezu. Pozdější znalecké posudky však tuto informaci zpochybnily (viz níže).
Podle ostatních řidičů byl u výjezdu na Hagen jakýsi stopař, ale ani on, ani člověk v bílé bundě nebyli nikdy identifikováni. Podezření ohledně Stollových prázdninových cest do Nizozemska, kde se předpokládalo, že navázal kontakt s překupníky drog, se ukázala jako neopodstatněná.

## Uzavření případu v roce 2025
Německá policie případ Yogtze periodicky přešetřovala s využitím nových forenzních technologií. 3. dubna 2025 zveřejnila zprávu, podle níž nebyla v autě nalezena DNA žádné další osoby. Ze dvou různých znaleckých posudků a provedené rekonstrukce nově vyplynulo, že Stollova zranění nevznikla přejetím, jak se původně uvádělo, ale při nehodě samé; náraz jej při nehodě jej odmrštil z místa řidiče na místo spolujezdce.

Podle nového vyšetřování tedy jel Stoll v autě sám, sjel z dálnice do příkopu a narazil do stromu; náraz jej odmrštil na místo spolujezdce. Jeho nahota je vysvětlena jeho psychickým stavem, stejně tak tvrzení o mužích, kteří s ním byli v autě, je považováno za halucinaci. Nové vyšetřování tedy vyloučilo cizí zavinění a případ je uzavřen jako dopravní nehoda. Slovo YOGTZE podle vyšetřovatelů se Stollovým úmrtím nesouvisí; vyšetřovatelka Maike Schmidt dokonce vyjádřila pochybnost, zda papír s tímto slovem vůbec kdy existoval.
Zprávy o novém vyšetřování se nijak nevyjadřují k informaci svědků o zraněném muži ve světlé bundě.